# Семибугорчатый хвостокол
Семибугорчатый хвостокол (лат. Himantura gerrardi) — вид рода хвостоколов из семейства хвостоко́ловых отряда хвостоколообразных надотряда скатов. Они обитают в тропических водах Индийского и в западной части Тихого океана. Встречаются на глубине до 60 м. Максимальная зарегистрированная длина 200 см. Грудные плавники этих скатов срастаются с головой, образуя ромбовидный диск, ширина которого немного превосходит длину. Рыло удлинённое и слегка заострённое. Хвост длиннее диска. Кожные кили на хвостовом стебле отсутствуют. Окраска дорсальной поверхности диска светло-коричневого цвета. Диск усеян многочисленными светлыми и глазчатыми пятнышками.
Подобно прочим хвостоколообразным семибугорчатые хвостоколы размножаются яйцеживорождением. Эмбрионы развиваются в утробе матери, питаясь желтком и гистотрофом. В помёте 1—4 новорожденных. Рацион этих скатов состоит в основном из ракообразных и костистых рыб. Представляют незначительный интерес для коммерческого промысла. Используют мясо, кожу и хрящи.

## Таксономия и филогенез
Впервые новый вид описал в 1851 году британский зоолог Джон Эдуард Грей. Учёный назвал его в честь Эдварда Джеррерда, таксидермиста Музея естествознания, который помогал ему в работе над идентификацией акул и скатов.
Семибугорчатый хвостокол входит в комплекс видов, образованный Himantura fai, Himantura toshi, Himantura astra, Himantura jenkinsii, Himantura leoparda, Himantura uarnak и Himantura undulata. Семибугорчатых хвостоколов внешне часто путают с Himantura uarnak. Виды Himantura macrurus and H. lcocki были признаны синонимами семибугорчатого хвостокола

## Ареал и места обитания
Семибугорчатые хвостоколы обитают в Индийском океане и Тихом океане от Мьянмы и Южно-Китайского и Восточного-Китайского до Индонезии и Тайваня. Эти скаты встречаются на внешнем крае континентального шельфа на глубине до 60 м. Предпочитают мягкий грунт. Заплывают в эстуарии рек. Есть данные об их присутствии в реке Ганг.

## Описание
Грудные плавники этих скатов срастаются с головой, образуя ромбовидный плоский диск, ширина которого превышает длину, края плавников («крыльев») сходятся почти под прямым углом. Заострённый кончик треугольного рыла выступает за края диска. Позади глаз расположены брызгальца. На вентральной поверхности диска расположены 5 пар жаберных щелей, рот и ноздри. Между ноздрями пролегает лоскут кожи с бахромчатым нижним краем. Рот изогнут в виде дуги. Зубы выстроены в шахматном порядке и образуют плоскую поверхность.
Брюшные плавники маленькие и округлые. Кнутовидный, сильно утончающийся к конику хвост превышает ширину диска. На дорсальной поверхности в центральной части хвостового стебля расположен тонкий шип, соединённый протоками с ядовитой железой. Иногда у скатов бывает 2 шипа. Периодически шип обламывается и на их месте вырастает новый. Окраска дорсальной поверхности диска светло-коричневого цвета с многочисленными белыми пятнышками. Вентральная поверхность диска белая. Максимальная зарегистрированная ширина диска 200 см.

## Биология
Рацион этих скатов составляют ракообразные, в том числе креветки, крабы и мелкие омары, костистые рыбы и двустворчатые.
Подобно прочим хвостоколообразным семибугорчатые хвостоколы относятся к яйцеживородящим рыбам. Эмбрионы развиваются в утробе матери, питаясь желтком и гистотрофом. В помёте 1—4 новорожденных с диском шириной 18—21 см. У самцов и самок половая зрелость наступает при достижении ширины диска 48 см и 54 см соответственно.

## Взаимодействие с человеком
Семибугорчатые хвостоколы являются объектом целевого лова. Их добывают ради шкуры, хрящей и мяса. Интенсивный промысел ведётся с помощью жаберных сетей, донных тралов и ставных и прочих неводов. Вид страдает от ухудшения условий среды обитания, обусловленного антропогенным фактором. Международный союз охраны природы присвоил этому виду статус сохранности «Уязвимый».